# Stybbersmark
Stybbersmark är en by vid Stybbersmarkssjön som ligger cirka 15 kilometer nordost om Örnsköldsvik strax söder om dess flygplats i Arnäs socken i Örnsköldsviks kommun i Ångermanland.